# Sneha Anne Philip
Sneha Anne Philip (7 de Outubro de 1969 – supostamente morta em 11 de Setembro de 2001), foi uma médica Indiana/Americana que foi vista pela última vez em 10 de Setembro de 2001, por vias de uma câmera de vigilância, próxima a seu apartamento em Lower Manhattan. 
Sneha deve ter retornado ao edifício em algum momento naquela noite ou ao amanhecer. Devido a sua proximidade com o World Trade Center e seu treinamento médico, sua família acredita que ela morreu enquanto tentava ajudar as vitimas dos Ataques de 11 de setembro de 2001.
Duas investigações foram conduzidas. A primeira pelo seu ex-marido Ron Lieberman, e a segunda pelo investigador Ken Gallant, um ex-agente da FBI, inicialmente supondo que sua morte não tinha quaisquer relações com os ataques, mas depois concluíram que era fato que mais fazia sentido.
Uma outra investigação pela policia de Nova Iorque investigou melhor sua vida e encontraram detalhes no que diz a respeito de uma vida dupla, uma história de problemas conjugais, possíveis relações com outra mulher, dificuldades no trabalho, e o abuso de álcool e drogas, bem como uma acusação penal pendente - meses antes de seu desaparecimento. Isto os levou a concluir que era evidente a probabilidade deste destino.
A família de Lieberman e Philip negou fortemente alguns dos fatos e relatório policial, insinuando que a policia fez uma péssima investigação, e que inventou supostas evidências. Sua família assinalou que existem muitas vítimas das quais seus restos jamais foram encontrados, e outras vitimas em que foram adicionadas a lista, não obstante a tênue conexão com o ataque. Nenhuma evidencia física foi encontrada
para confirmar com ênfase que ela foi morta durante os ataques.
Concordando com as evidencias da polícia federal, o juri negou a petição da família  em declarar que ela foi vitimas dos ataques, declarando que Sneha desapareceu intencionalmente, ou que foi assassinada por alguém que ela conheceu nas últimas noites. Todavia, em 31 de Janeiro de 2008, a corte suprema de Nova Iorque, declarou que ela foi sim vitima dos ataques, fazendo de Sneha a vítima 2,751 do Colapso do World Trade Center.